# Thầy tào
Thầy Tào là người thầy cúng tại các tỉnh miền núi phía phía Bắc Việt Nam có đông người dân tộc thiểu số sinh sống là (người Tày, Nùng, Dao, Thái). Thầy tảo là một người chuyên về chức năng tín ngưỡng cao hơn cả thầy mo, trong các bản làng. Thầy Tào còn là người hiểu biết nhiều về văn hóa của dân tộc, biết chữ nho vì họ thường xuyên phải dùng những cuốn sách bằng chữ nho cổ trong những lần làm lễ cúng và họ còn là những người ghi lại những câu truyện cổ dân gian, các câu tục ngữ, các làn điệu dân ca của dân tộc để gìn giữ văn hóa truyền thống của dân tộc cho các thế hệ sau.
Thầy tảo cũng được coi là những nghệ nhân đang gìn giữ bản sắc dân tộc thể hiện qua những lễ hội cầu mùa, cầu mưa, ma chay,....

## Đặc tính
Để là được nghề người đó phải có công đức cao, có căn duyên hoặc gia đình có truyền thống, tính tình con người phải trầm lắng, hiền từ, không mưu cầu quá độ hoặc đố kỵ với kẻ hơn mình. Nghề thầy tào đại đa số hưởng thọ khá cao. 
Khả năng bói toán, xem số, giải hạn, làm các đám ma chay, giải hạn. Sống vô tư, liêm chính, không đòi hỏi tiền bạc lễ vật trước khi phải đi làm cho người dân, không phân biệt tầng lớp xã hội giàu hay nghèo. Mỗi khi nhà ai có việc chỉ cần đến nhà thầy tào thắp nhang thỉnh, thầy tào phải đi, trừ khi đau ốm hoặc đã đi làm đám khác. Được biết nếu không đi thì tự nhiên mặt mũi đỏ lên, lung túng phân vân không làm việc gì ra việc gì.

## Phong tục của ngườiSán Dìu
Mỗi dòng họ có một hoặc vài người theo học làm "nghề" thầy Tào. Học cách cúng ma, nâng sao, giải hạn, chọn hướng nhà, hướng đất, chọn ngày lành tháng tốt, cách xem lá số và học cả luân thường đạo lý. Gọi là nghề nhưng mỗi khi có người đến nhờ thì số lễ vật biếu cho các thầy Tào không đáng bao nhiêu so với công sức của họ bỏ ra và họ coi đây chỉ là việc làm phúc.

## Phong tục của ngườiTày
Cuộc sống tinh thần của người Tày, thầy Tào ở đẳng cấp cao nhất. Họ là những người có khả năng liên thông với thế giới linh hồn và thần thánh. Thầy Tào có rất nhiều công việc, nhưng công việc quan trọng bậc nhất - đưa linh hồn người chết về nơi yên nghỉ. Từ những nghi lễ của hình thức. Họ cho rằng, linh hồn của con người tồn tại như ý nghĩ. Nếu ý nghĩ của bạn chân thành, trong sáng khi chết đi, linh hồn bạn sẽ rực rỡ ánh hào quan, bay lượn ở tầng cao nhất của thế giới thần linh. Còn khi sống bạn có ý nghĩ xấu xa, cũng có nghĩa linh hồn bạn nặng nề, đen tối và bị chìm xuống tầng thấp nhất của thế giới linh hồn. Và cái thế giới tối tăm đó rất gần với thế giới vật chất của con người vì thế nó luôn đau đớn.
Họ còn có Bà then, cũng làm nghề như Thầy tào. Thông qua các bài Then để cúng giải trừ ma quỷ cứu người.Và thầy phù thủy (pụt) chuyên bói toán, giải hạn.